# Ledová bouře

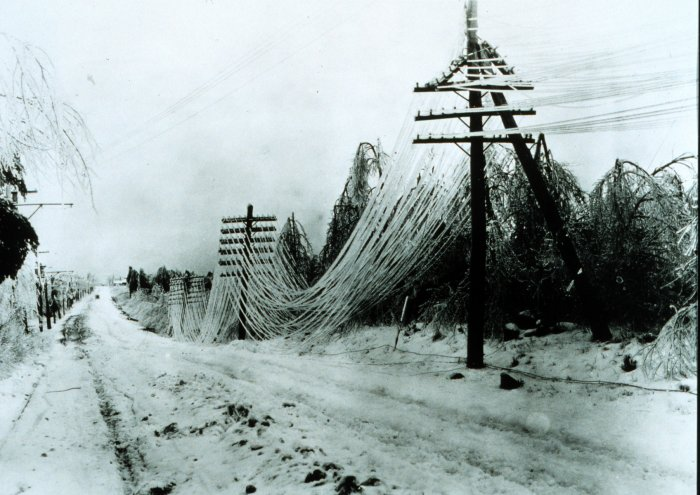
Silná vrstva ledu poničila elektrické vedení

Jako ledová bouře (anglicky ice storm) se zejména v USA označuje mrznoucí déšť vytvářející silnou vrstvu ledu. Definice meteorologické služby USA říká, že jde aspoň o 6,4 mm (0,25 palce) ledu na nechráněných površích.
V letech 1982 až 1994 byly ledové bouře v USA běžnější než blizardy; průměrně bylo 16 ledových bouří ročně.
Jde o jev nebezpečný jak pro dopravu (ledovka), tak i např. pro elektrická vedení, která jsou přetížená vahou ledu.